# LaVone Holland
LaVone Holland II (Louisville, Kentucky, 8 de diciembre de 1994) es un baloncestista estadounidense que actualmente se encuentra sin equipo. Con 1,88 metros de estatura, juega en la posición de base.

## Trayectoria deportiva

### Universidad
Tras pasar un año en el community college de Coffeyville, donde promedió 13,8 puntos por partido, jugó durante tres temporadas con los Norse de la Universidad del Norte de Kentucky, en las que promedió 13,2 puntos, 3,8 rebotes, 4,2 asistencias y 1,1 robos de balón por partido. En su última temporada fue incluido en el segundo mejor quinteto de la Horizon League.

### Profesional
Tras no ser elegido en el Draft de la NBA de 2018, firmó su primer contrato profesional en el mes de agosto con los Den Helder Suns de la Dutch Basketball League, la primera división holandesa. Jugó 19 partidos, 18 de ellos como titular, en los que promedió 15,2 puntos, 3,6 rebotes y 3,2 asistencias.
A mediados de enero de 2019, el jugador viajó a Estados Unidos y anunció su intención de no regresar, sin querer dar detalles del motivo, e insinuando que probablemente esto supusiera el final de su carrera deportiva.